# Apamea groenlandica
Apamea groenlandica är en fjärilsart som beskrevs av Philogène Auguste Joseph Duponchel 1836. Apamea groenlandica ingår i släktet Apamea och familjen nattflyn. Inga underarter finns listade i Catalogue of Life.